# Joe Bryant Jr.
Jamonda Roshawn "Joe" Bryant Jr.  (Norco, Luisiana; 5 de marzo de 2000) es un baloncestista estadounidense que pertenece a la plantilla del Psychiko B.C. de la A2 Ethniki, la segunda división griega. Con 1,85 metros de estatura, juega en las posiciones de base o escolta. 

## Trayectoria deportiva

### Universidad
Jugó cinco temporadas con los Spartans de la Universidad Estatal de Norfolk, en las que promedió 12,3 puntos, 3,8 rebotes, 2,2 asistencias y 1,3 robos de balón por partido, En 2022 fue elegido Jugador del Año de la Mid-Eastern Athletic Conference, tras promediar 16,1 puntos, 5,1 rebotes, 3,2 asistencias y 1,4 robos de balón por partido, galardón que repitió en la temporada siguiente.

#### Estadísticas
| Año     | Equipo        | PJ  | PT  | MPP  | %TC  | %3P  | %TL  | RPP | APP | ROB | TPP | PPP  |
| ------- | ------------- | --- | --- | ---- | ---- | ---- | ---- | --- | --- | --- | --- | ---- |
| 2018–19 | Norfolk State | 28  | 0   | 8.4  | .382 | .250 | .625 | 1.4 | .6  | .3  | .0  | 2.4  |
| 2019–20 | Norfolk State | 30  | 28  | 29.5 | .404 | .325 | .912 | 3.8 | 2.1 | 1.8 | .1  | 12.0 |
| 2020–21 | Norfolk State | 21  | 16  | 27.8 | .382 | .381 | .833 | 4.2 | 1.9 | 1.3 | .1  | 11.1 |
| 2021–22 | Norfolk State | 31  | 31  | 32.5 | .432 | .348 | .915 | 5.1 | 3.2 | 1.4 | .3  | 16.7 |
| 2022–23 | Norfolk State | 32  | 32  | 32.4 | .427 | .370 | .840 | 4.4 | 3.1 | 1.8 | .3  | 17.8 |
| Total   | Total         | 142 | 107 | 26.4 | .415 | .351 | .866 | 3.8 | 2.2 | 1.3 | .2  | 12.3 |

### Profesional
Tras no ser elegido en el Draft de la NBA de 2023, en agosto firmó su primer contrato profesional con el Śląsk Wrocław para jugar en su segundo equipo. Dos meses más tarde fue llamado para jugar con el primer equipo, haciendo su debut en la EuroCup con dos puntos y un rebote en ocho minutos ante Cluj-Napoca. Desde entonces continuó jugando en la segunda división, donde promedió 24,5 puntos por partido, y en la Eurocup con el primer equipo, donde en ocho partidos promedió 7,0 puntos y 1,4 asistencias.
El 27 de agosto de 2024 fichó por el Psychiko B.C. de la A2 Ethniki, la segunda división griega.